# Guardiamarina e tenente Hornblower
Guardiamarina e tenente Hornblower è il primo romanzo secondo l'ordine cronologico della saga di Horatio Hornblower, e come il personaggio di Jack Aubrey è ispirato dalle imprese di Lord Cochrane. In ordine di pubblicazione, invece è il sesto degli undici componenti la serie.

## Trama

### Il guardiamarina Hornblower
Imbarcatosi diciassettenne sul vascello Justinian con la nomina a guardiamarina, il giovane Horatio Hornblower è tutt'altro che felice: la sua nave ha un comandante gravemente malato e poco presente, e un collega più anziano e frustrato lo vessa in modo intollerabile, tanto da fargli pensare al suicidio. Ma sfruttando una provocazione, riesce ad arrivare ad un duello che, con un tocco da artista del comandante, si risolve moralmente a suo favore e senza spargimento di sangue e favorisce il suo trasferimento su una scattante fregata pesante, l'Indefatigable del comandante Pellew; qui il giovane riesce a mettersi in luce, nonostante la sua inesperienza, facendo catturare una corsara francese, catturando personalmente una galea spagnola vicino a Cadice e riuscendo a riportare a Gibilterra una nave carica di bestiame dopo una quarantena e catturando un guardacoste spagnolo che li aveva abbordati.
Infine, recatosi a sostenere gli esami per la nomina a tenente di vascello, si trova in mezzo ad un attacco di navi incendiarie spagnole proprio mentre il suo esame sta andando a rotoli; prima salva la nave deposito dalla quale è scappato con alcuni comandanti su una scialuppa, dirottando una delle navi incendiarie che la minacciava, e poi viene salvato insieme ad un capitano dall'equipaggio spagnolo; ma una scialuppa inglese di vedetta blocca la barca salvando entrambi dalla prigionia.
Ma quando riporta a Gibilterra lo sloop La Reve, catturato dalla sua fregata, e viene incaricato di assumerne il comando per portarlo in Inghilterra con dei dispacci, è di nuovo facente funzione di tenente di vascello. Con lui viaggia la Duchessa di Wharfedale, per ordine del comandante della flotta del Mediterraneo. Sfortunatamente, quella che doveva essere una rotta di sicurezza al largo di Capo di San Vicente, lo porta nel mezzo di una squadra spagnola che cattura lo sloop, mentre la sedicente duchessa, in realtà una attrice, si offre di portare i dispacci a Londra per suo conto. Seguono due anni di prigionia ed un eroico e rischioso salvataggio di alcuni marinai di una corsara spagnola braccata da una fregata inglese e costretta al naufragio. Infine la consegna dei dispacci gli frutterà la nomina a tenente e l'eroismo del salvataggio e la liberazione da parte degli spagnoli.

### Il tenente Hornblower
Il giorno che il tenente di vascello Bush si imbarca sul vascello Renown, da 74 cannoni, fornisce una idea esauriente del clima esistente sulla nave: un clima di terrore dovuto ad un comandante sull'orlo della pazzia, ma una pazzia pericolosa perché lucida e meticolosa. E su questa nave, della quale Hornblower è il quinto tra i tenenti a bordo, dovranno compiere la loro missione nelle Indie Occidentali.
Ma il capitano Sawyer inizia una persecuzione indiscriminata contro un giovane guardiamarina, Weller, e contro praticamente tutti i suoi tenenti di vascello, compreso il vicecomandante Buckland, che accusa di preparare un ammutinamento. Una notte, mentre Bush, Horblower e Buckland si riuniscono nella stiva, il comandante fa scattare la trappola tentando di coglierli in riunione sediziosa, ma mentre gli ufficiali si disperdono, dopo essere stati avvisati da Weller del pericolo, il comandante cade in un boccaporto ferendosi malamente ed entrando in uno stato di pazzia conclamata. Il come sia caduto, espressione del dubbio verso Hornblower da parte degli altri sull'accidentalità del fatto, lo seguirà fino al termine della missione.
A questo punto, dichiarato il capitano inabile al comando, Buckland legge gli ordini di missione, fino a quel momento rimasti chiusi nel cassetto del comandante; i quali ordini prevedono di far rotta per Samaná, sull'isola di Santo Domingo (nota anche come Hispaniola) per distruggere il naviglio corsaro spagnolo che da lì molesta il traffico mercantile inglese. Ma la Bahia de Escocesa (baia dello Scozzese) è protetta da due forti che, quando la Renown tenta di entrare nella baia stessa, la bombardano a palle arroventate, costringendolo ad una fuga non senza perdite e dopo essersi malamente arenata e poi disincagliata.
Sarà il piano di Hornblower, con lo sbarco notturno di una forza d'assalto, a far cadere uno dei due forti e preparare la resa delle forze spagnole minacciando la distruzione delle navi che lascerebbero gli spagnoli alla mercé dei neri in rivolta. Imbarcati i prigionieri sulle navi e distrutti i due forti, la formazione fa rotta per le Indie Occidentali Britanniche ma, nella notte i prigionieri si rivoltano e quasi si impossessano della Renown. A salvare la situazione interviene Hornblower che, dopo aver raccolto tutti gli equipaggi delle prede, abborda il vascello e spazza via gli spagnoli, liberando Buckland che era stato legato nella sua cuccetta e soccorrendo Bush, svenuto per le molte ferite ricevute durante il combattimento.
Tornati alla base, la commissione d'inchiesta riunitasi per la morte di Sawyer, ucciso dai rivoltosi, e i fatti a bordo della Renown, proscioglie tutti gli ufficiali da ogni addebito. Ma, avendo la marina deciso di acquistare una delle prede, l'ammiraglio ne nomina comandante il facente funzione di capitano di corvetta Hornblower invece di Buckland, ed invia lo sloop in Inghilterra con dispacci. Subito dopo la guerra finisce, prima che Hornblower venga confermato nel grado, e lui e Bush si reincontrano tristemente in ristrettezze, essendo a terra a mezza paga. Bush scopre che Hornblower arrotonda giocando a carte in un locale alla moda come quarto quando un tavolo non è completo. In una di queste occasioni conosce due ammiragli ed un colonnello, ed uno di loro ne ricorda il nome e le imprese, rammaricandosi del fatto che la sua promozione non sia stata confermata. Ma la guerra riesplode nuovamente e, contemporaneamente, Hornblower viene nominato capitano di corvetta tramite i buoni uffici dell'ammiraglio che aveva conosciuto, e scopre l'amore di Maria, la figlia della sua padrona di casa.

## Riferimenti
Edward Pellew è un personaggio reale della Royal Navy di quegli anni, distintosi in diverse azioni della flotta contro gli spagnoli e Napoleone, e successivamente come ammiraglio.

## Edizioni
- C.S. Forester, Guardiamarina e tenente Hornblower, collana Superbur narrativa, BUR, 2001,  p. 588, ISBN 88-17-12641-1.